# Stazione di Meridian Water
La stazione di Meridian Water è una stazione ferroviaria situata lungo la ferrovia Londra-Cambridge, a servizio dell'area di rigenerazione urbana di Meridian Water, nel quartiere di Upper Edmonton, nel borgo londinese di Enfield.

## Storia
La stazione di Meridian Water stata inaugurata il 3 giugno 2019, in sostituzione della soppressa stazione di Angel Road, che sorge a circa 580 metri a sud.

L'impianto è stato costruito per servire l'area di rigenerazione urbana di Meridian Water, progetto del consiglio di Enfield che mira alla costruzione di 10 000 abitazioni, nei pressi del parco regionale della Valle del Lea.

## Strutture e impianti
La stazione ha tre binari, ma è stata prevista una disposizione passiva per quattro; i binari costruiti sono numerati da 2 a 4. Il binario 1 non è ancora stato costruito e non è stato posato alcun binario, ma è stato previsto uno spazio per un eventuale futuro utilizzo. Si prevede che la stazione sarà utilizzata da 4 milioni di persone all'anno. Ci sono scale e ascensori che consentono l'accesso a Meridian Way, immediatamente a est; c'è anche un accesso a ovest, che sarà il luogo in cui sorgeranno le nuove abitazioni del complesso di Meridian Water.
Nell'agosto 2019 è stato annunciato che sono stati approvati i finanziamenti per la costruzione di un quarto binario e di una nuova sezione di binari tra Tottenham Hale e Meridian Water, per consentire a 8 treni all'ora di servire la stazione nelle ore di punta.

## Movimento
Tutti i servizi presso la stazione di Meridian Water sono gestiti da Greater Anglia.
Al momento dell'apertura, il servizio era limitato alle sole ore di punta, similmente al livello di servizio della precedente stazione di Angel Road. Con il cambio orario di settembre 2019, la stazione ha iniziato a essere servita da un servizio navetta a cadenza semioraria da e p Stratford, con fermate a Northumberland Park, Tottenham Hale e Lea Bridge, che termina a Meridian Water. Altri treni da e per Hertford Est e Bishop's Stortford fanno scalo a Meridian Water durante le ore di punta. C'è anche un treno al giorno in ciascuna direzione per Londra Liverpool Street.

## Interscambi
Nelle vicinanze della stazione effettuano fermata alcune linee automobilistiche urbane, gestita da London Buses.
- Fermata autobus